# Pinacodera punctigera
Pinacodera punctigera is een keversoort uit de familie van de loopkevers (Carabidae). De wetenschappelijke naam van de soort is voor het eerst geldig gepubliceerd in 1851 door John Lawrence LeConte.